# Metylenblått

Metylenblåtts kemiska namn är 3,7-bis(dimetylamino)fenazationiumklorid.

Metylenblått, även metyltioniniumklorid, är ett färgämne som är besläktat med anilin, och vanligtvis har en kraftigt blå färg. Det tillhör kategorin tiazinfärgämnen. Under reduktiva (alltså syrefattiga) betingelser finns metylenblått i en form som kallas leukometylenblå, som är färglös. Om detta ämne kommer i kontakt med syre, exempelvis genom att omskakas med atmosfärisk luft, så oxideras färgämnet åter till sin blå form.

## Användning
Förutom att ämnet har haft stor betydelse så som färgämne vid bakteriologiska undersökningar så har det även använts vid behandling av gonorré och som motgift vid cyanväteförgiftning. Inom akvaristiken används medlet allmänt bland annat för att bota svampinfektioner på akvariefiskar, främst orsakade av Saprolegnia, eller i svagare koncentrationer för att förebygga svampangrepp på fiskarnas rom i samband med fiskodling.